# Vườn quốc gia Hồ Laja
Vườn quốc gia Laguna del Laja (phát âm tiếng Tây Ban Nha: [laˈɣuna ðel ˈlaxa]) là một vườn quốc gia nằm ở dãy núi Andes, thuộc tỉnh Bío Bío, Chile. Vườn quốc gia có phong cảnh núi non hùng vĩ, với nhiều điểm nổi tiếng bao gồm Núi lửa Antuco, Sierra Velluda và Hồ Laja. Độ cao dao động từ 976 đến 3585 mét tại đỉnh núi lửa Sierra Velluda. Rặng núi Sharp và thung lũng sâu khiến khu vực gồ ghề này được luân phiên giữa núi đá và thảm thực vật tươi tốt tại thung lũng. Vườn quốc gia cũng là nơi có đỉnh núi tuy thấp hơn các đỉnh khác nhưng lại là một nơi nổi tiếng, đó là Cerro Cóndor cao 1.668 m.
Sông ngòi bị chi phối bởi lưu vực sông Bío Bío là con sông lớn thứ hai của Chile. Ngoài ra, đây cũng là thượng nguồn một nhánh nhỏ của sông Laja.

## Hệ sinh thái
Nằm trong vùng sinh thái Rừng mưa ôn đới Valdivian, đây là nơi có nhiều loài động vật hoang dã, bao gồm cả Báo sư tử, Cáo Nam Mỹ, Cáo xám Argentina cùng 47 loài chim được xác định.
Các loài thực vật nguy cấp gồm có Araucaria araucana (Thông Chile), Austrocedrus chilensis (Tuyết tùng Chile), Orites myrtoidea.

## Du lịch
Một số hoạt động phổ biến tại vườn quốc gia bao gồm leo núi, đi bộ đường dài, trượt tuyết và câu cá.

## Hình ảnh

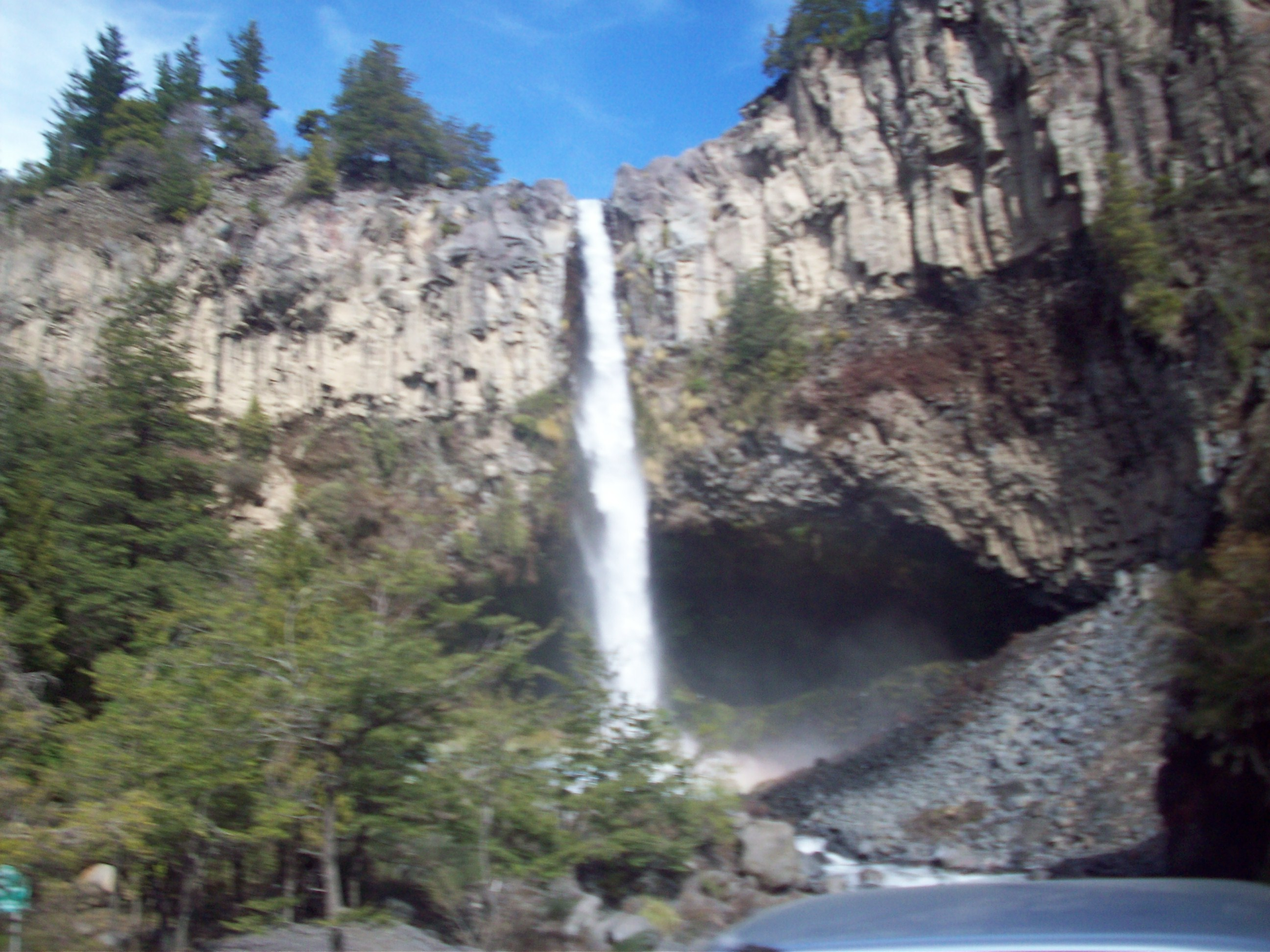
Một trong những thác nước của vườn quốc gia
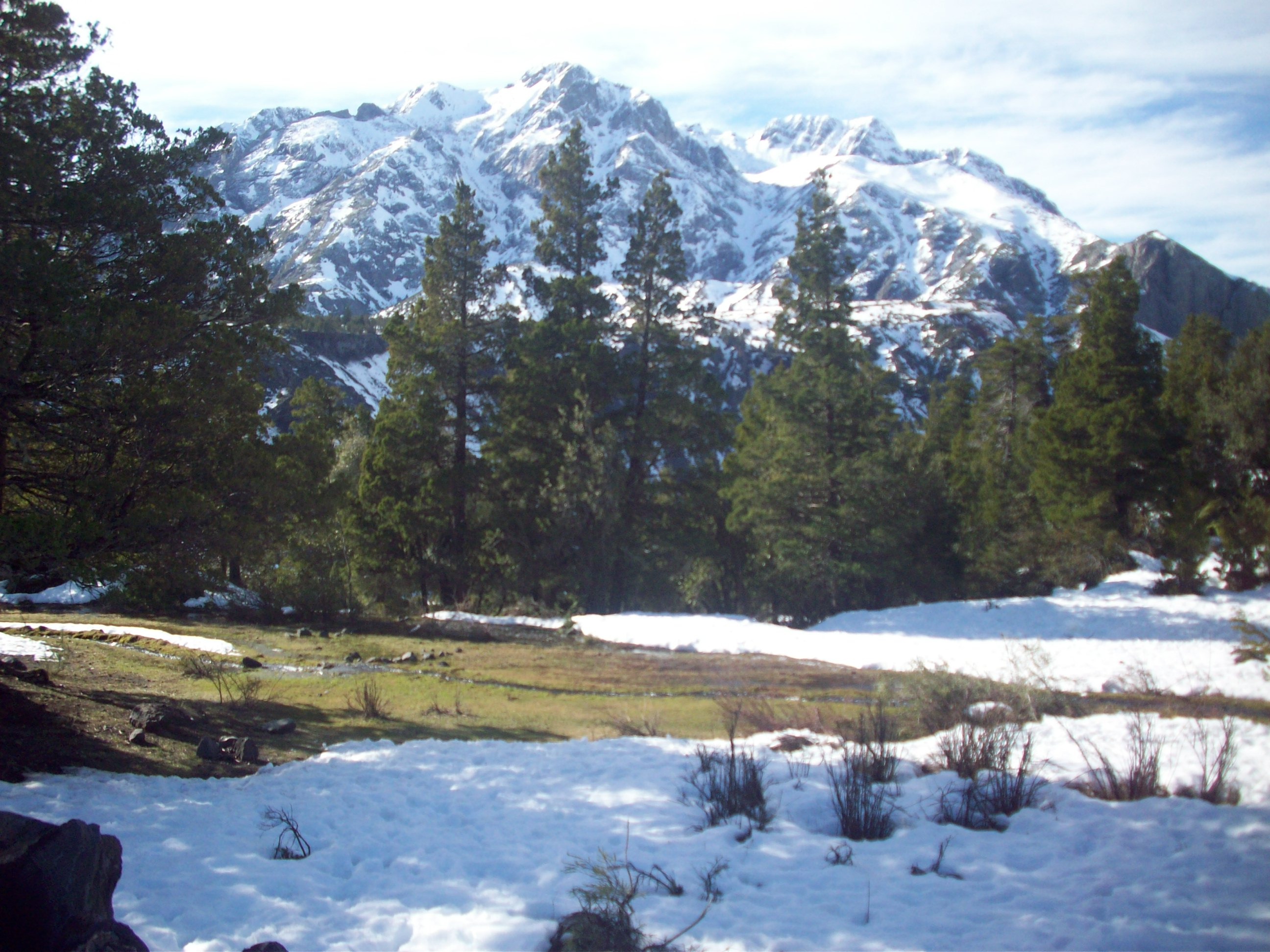
Tự nhiên trong vườn quốc gia
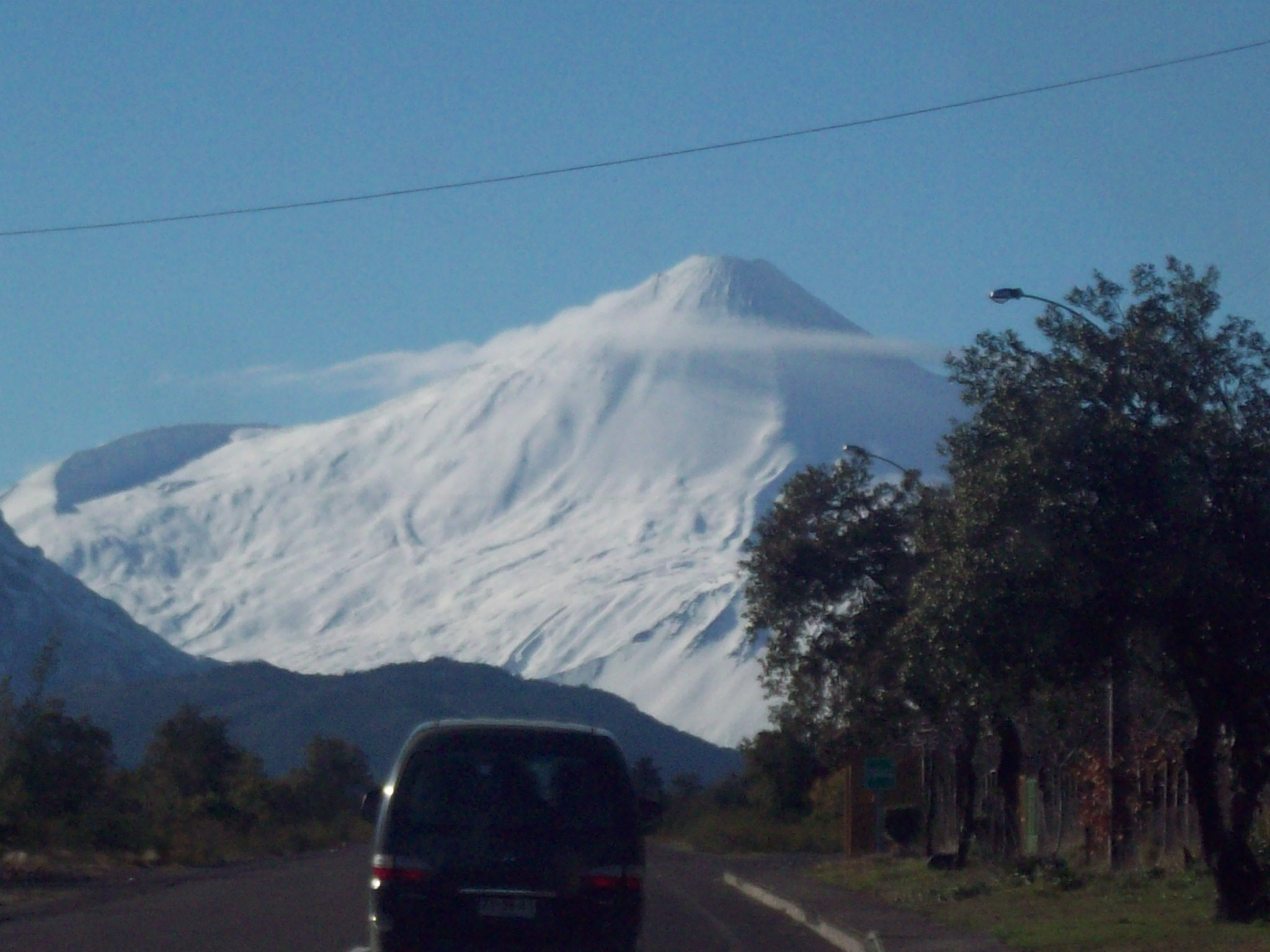
Núi lửa Antuco
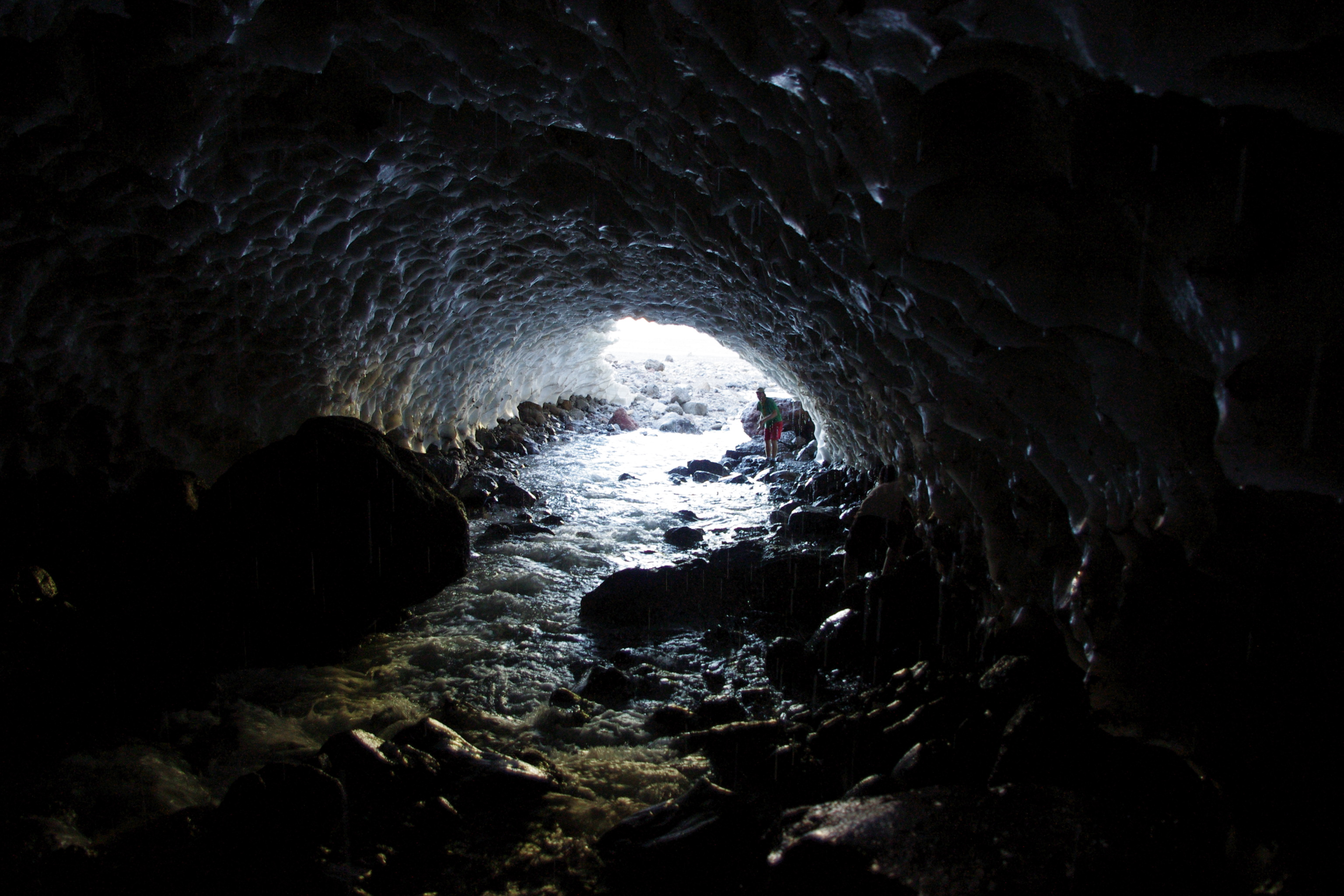
Hang động băng hình thành ở chân Sierra Velluda vào mùa hè.